# Einar Gausel
Einar Johan Gausel (né le 30 novembre 1963) est un joueur d'échecs norvégien. 

## Biographie
Il est détenteur du titre de grand maître international depuis 1995 (le troisième Norvégien à obtenir ce titre). Il a obtenu ce titre après d'excellents résultats aux tournois de Gausdal en 1990, 1992 et en 1995. Il partage la première place à l'open de Hoogeveen en 1998 et à l'open de Cappelle-la-Grande en 2001.
Einar Gausel a remporté le championnat de Norvège d'échecs à trois reprises (1992, 1996 et 2001). Il a représenté la Norvège lors de 7 olympiades de 1988 à 2006; occupant le premier échiquier en 1992 et 1994.
Le style de jeu d'Einar Gausel est plutôt positionnel c'est pourquoi il joue très souvent la défense Caro-Kann avec les Noirs sur 1.e4. Sur 1.d4, il joue la défense slave ou la défense semi-slave.